# Sapevano solo uccidere
Sapevano solo uccidere è un film del 1968 diretto da Tanio Boccia (con lo pseudonimo di Amerigo Anton).

## Trama
Una banda messicana guidata dal famigerato Pedro terrorizza la terra tra il New Mexico e l'Arizona, e Jeff Smart cerca vendetta per l'omicidio del padre commesso da Pedro stesso.